# Hunter (Oklahoma)
Hunter – miasto w Stanach Zjednoczonych, w stanie Oklahoma, w hrabstwie Garfield.